# بول لوديويجكس
بول لوديويجكس (بالهولندية: Paul Lodewijkx) كان متسابق دراجات نارية هولندي. نافس في سباقات بطولة العالم لفئة 50 سي سي. أفضل موسم له كان موسم سنة 1968 عندما جاء في المركز الثاني خلف هانز جورج أنشيدت في بطولة العالم وفاز فيها بكأس هولندا السياحية.